# Cimentación

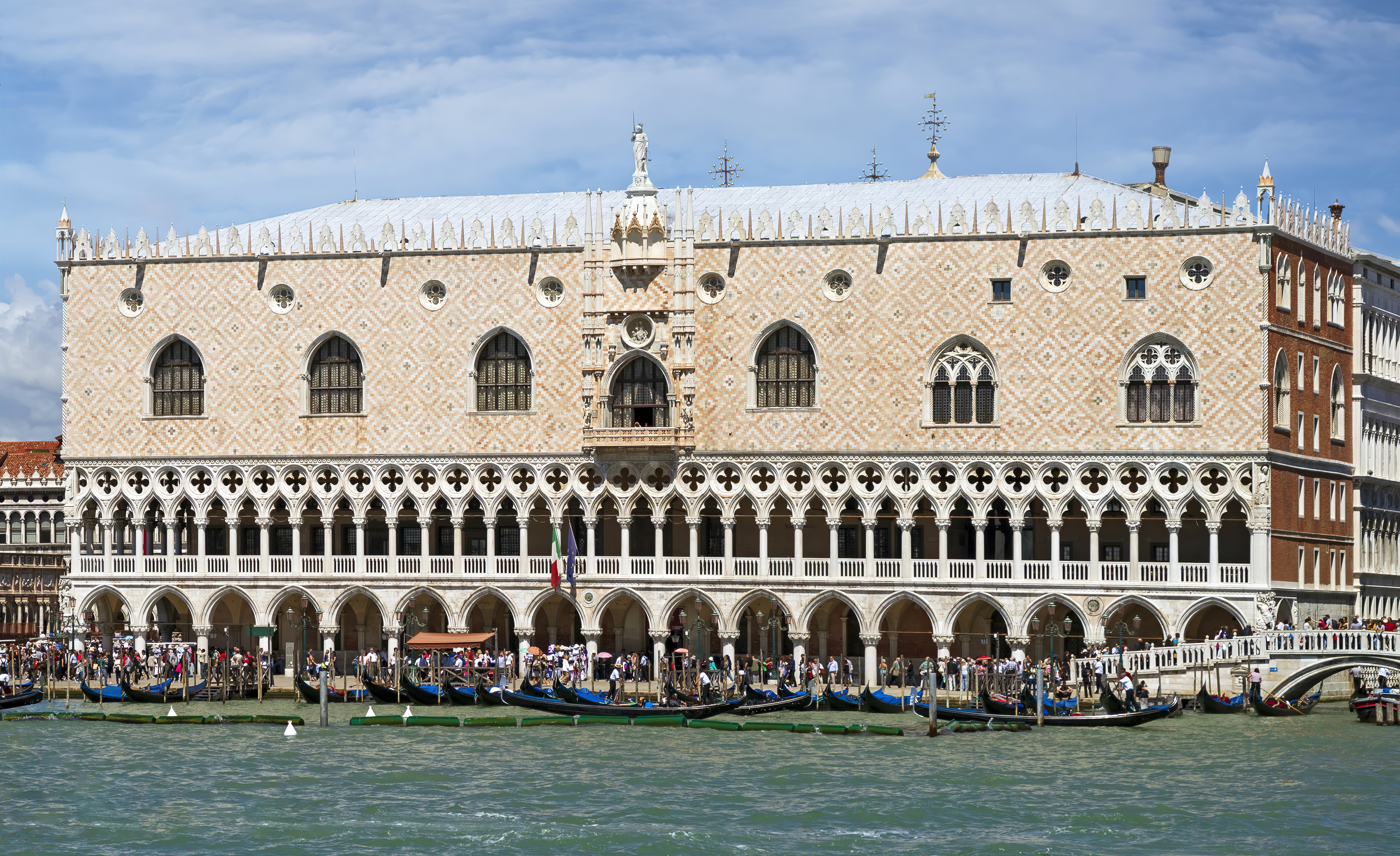
Venecia es quizás uno de los ejemplos más notables de la cimentación por medio de pilotes de madera.

Se denomina cimentación al conjunto de elementos estructurales de una estructura cuya misión es transmitir sus cargas o elementos apoyados en ella al suelo, distribuyéndolas de forma que no superen su presión admisible ni produzcan cargas zonales. Debido a que la resistencia del suelo es, generalmente, menor que la de los pilares o muros que soporta, el área de contacto entre el suelo y la cimentación debe ser proporcionalmente más grande que los elementos soportados, excepto en suelos rocosos muy coherentes.
La cimentación es importante porque es el grupo de elementos que soportan a la superestructura. La estabilidad de una edificación depende en gran medida del tipo de terreno sobre el que se asienta.

## Generalidades

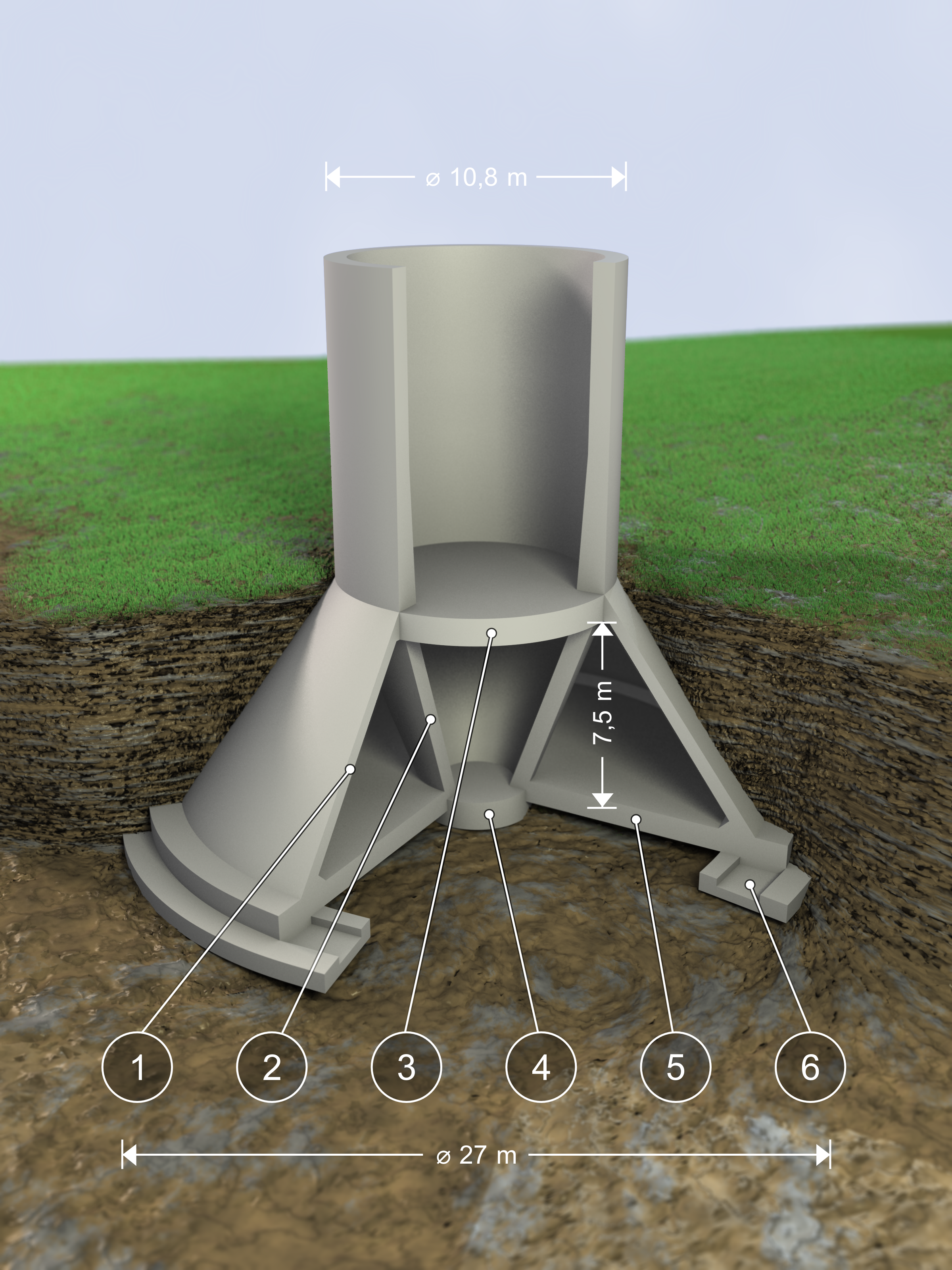
Vista transversal de la cimentación de la torre de televisión de Stuttgart.

La cimentación es una base de materiales pétreos de concreto simple o armado. Siempre que sea posible, se preferirá que los cimientos estén solicitados por cargas centradas, ya que las excéntricas pueden provocar empujes diferenciales.
Se buscará siempre que el terreno de apoyo sea resistente y, si eso no fuese posible, habrá que buscar soluciones alternativas.
En muchos casos, los cimientos no solo transmiten compresiones, sino que, mediante esfuerzos de rozamiento y adherencia, llegan a soportar cargas horizontales y de tracción, anclando el edificio al terreno, si fuese necesario. 
Además de sus funciones principales los cimientos han de cumplir otros propósitos:
- Ser suficientemente resistentes para no romper por cortante.
- Soportar los esfuerzos de flexión que produce el terreno, para lo cual en general se dispondrán armaduras en su cara inferior, que absorberán las tracciones.
- Acomodarse a posibles movimientos del terreno.
- Soportar las agresiones del terreno y del agua y su presión, si la hay.

## Tipos de cimentación
La elección del tipo de cimentación depende especialmente de las características mecánicas del terreno, como su cohesión, su ángulo de rozamiento interno, posición del nivel freático y también de la magnitud de las cargas existentes. A partir de todos esos datos se calcula la capacidad portante, que, junto con la homogeneidad del terreno, aconsejan usar un tipo u otro diferente de cimentación. Siempre que es posible se emplean cimentaciones superficiales, ya que son el tipo de cimentación menos costoso y más simple de ejecutar. Cuando por problemas con la capacidad portante o la homogeneidad del mismo no es posible usar cimentación superficial se valoran otros tipos de cimentaciones.
Hay dos tipos fundamentales de cimentación: directas y profundas.

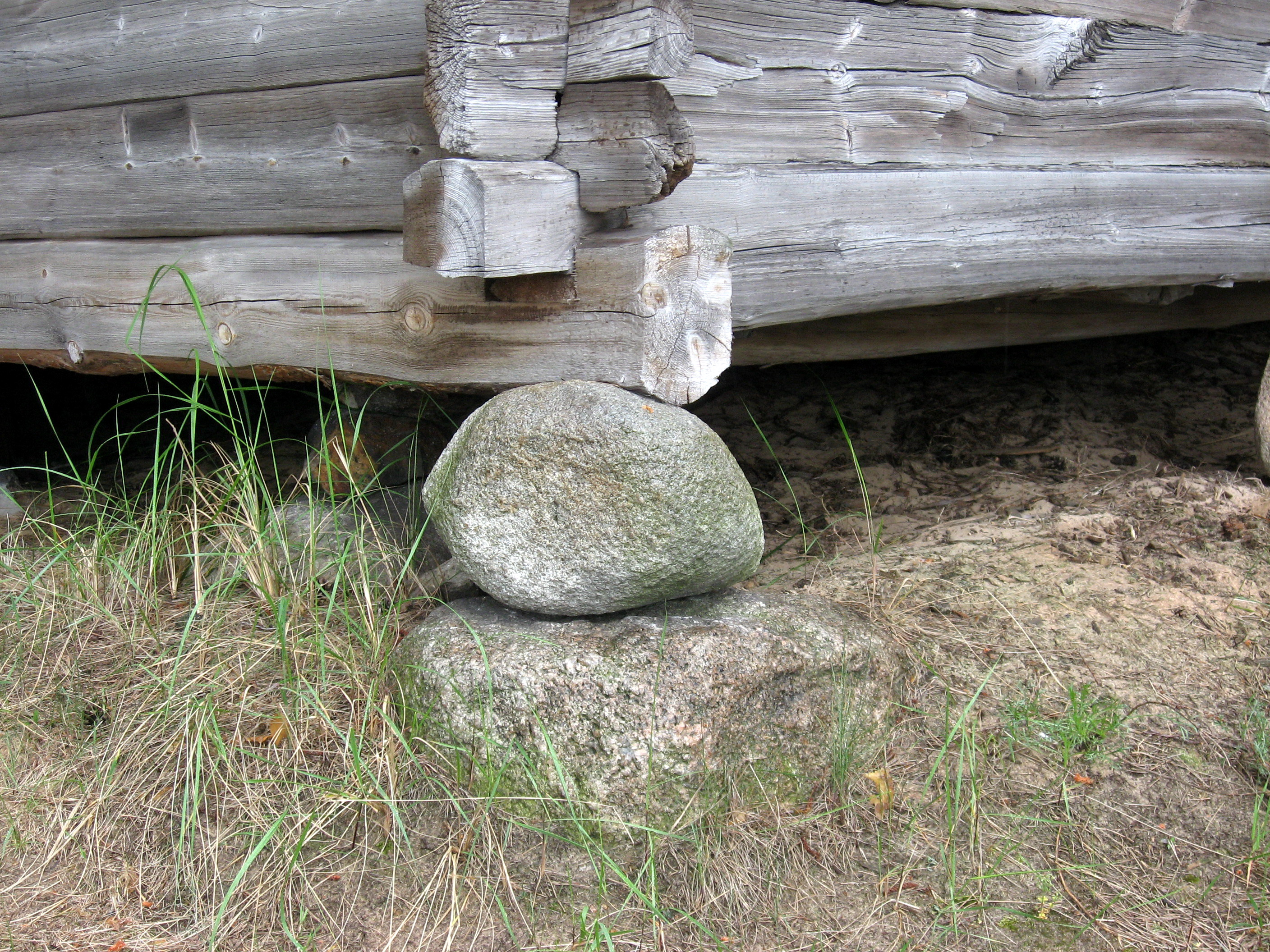
La cimentación más simple, una piedra plana. Museo Etnográfico al aire libre de Letonia.

### Suelos y tipos de cimentación
El suelo es una parte fundamental de la estructura, teniendo en cuenta los diferentes tipos de suelo, depende qué tipo de cimentación se debe utilizar. Y si el suelo falla, la estructura, domicilio o edificio también lo hará.
Si el terreno estuviera compuesto de rocas, se podría comenzar a cimentar sin ningún tipo de problema ya que este suelo es muy resistente, pero esta situación es muy poco común, hay que excavar hasta encontrar un suelo apto para la cimentación. Los profesionales, en este caso, al realizarse las excavaciones en distintos tipos de altura, analizan en su laboratorio las características del tipo de suelo según su cota, hasta llegar a la cota o plano de fundación que es la cota perfecta en donde el suelo resiste las cargas demandadas por el edificio o domicilio.
Cota o plano de fundación: tipo de suelo apto para poder descargar la fuerza de la estructura sobre este.
Estos datos se obtienen a través de un informe geotécnico que permite saber a qué profundidad se encuentra el plano de fundación y cuál será la tensión admisible que tendrá el terreno, significa qué peso de estructura soportará ese suelo, si esta tensión se pasa puede derivar en una rotura del terreno provocando el desmoronamiento de la estructura.
Otro dato que permite saber el estudio de suelo es la presencia de napas, es decir,que agua subterránea por presencia de lluvias.

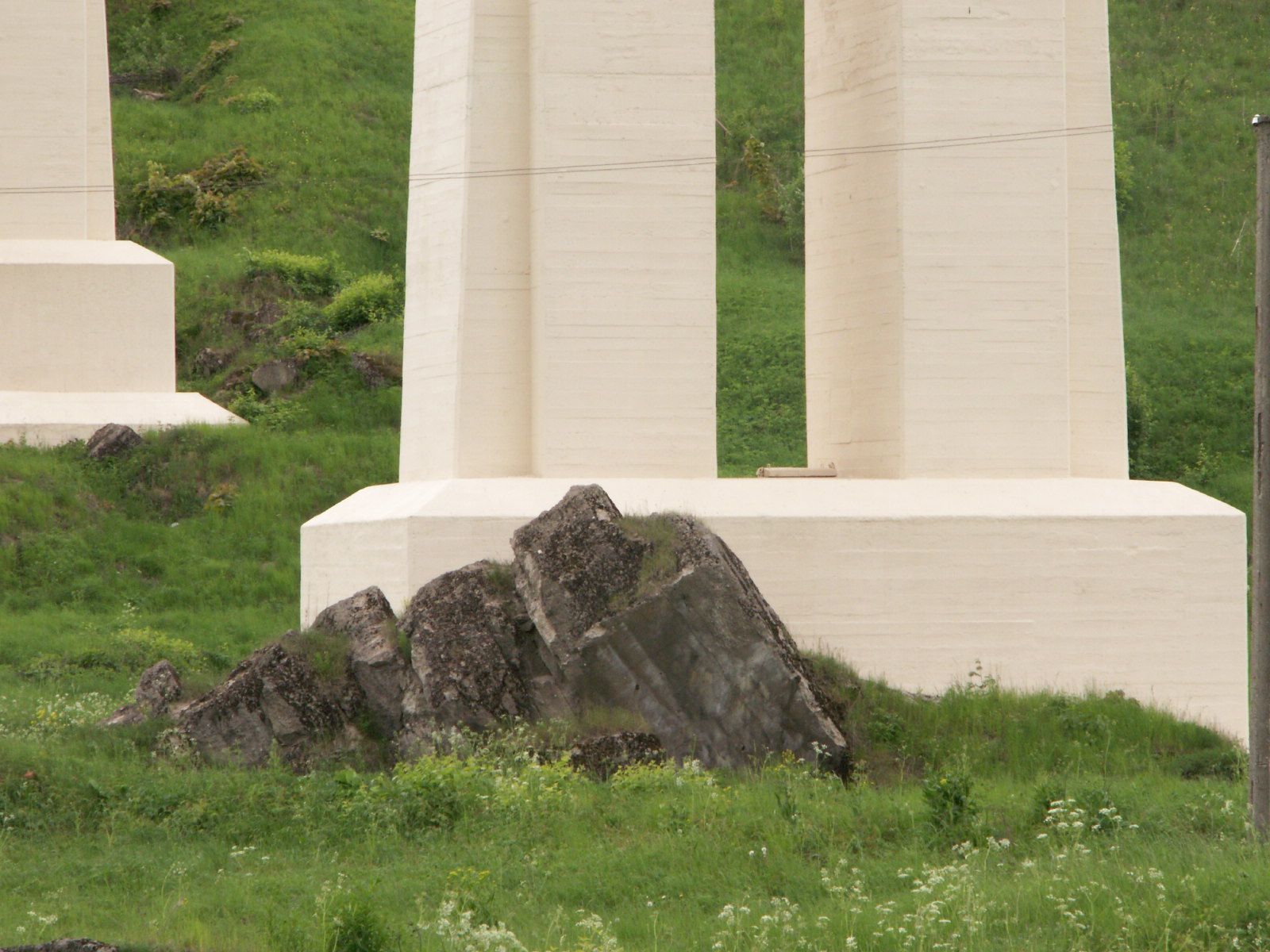
Zapata que transmite el esfuerzo a una cimentación superficial de una viga de puente. La cimentación está enterrada y no es visible en la figura.

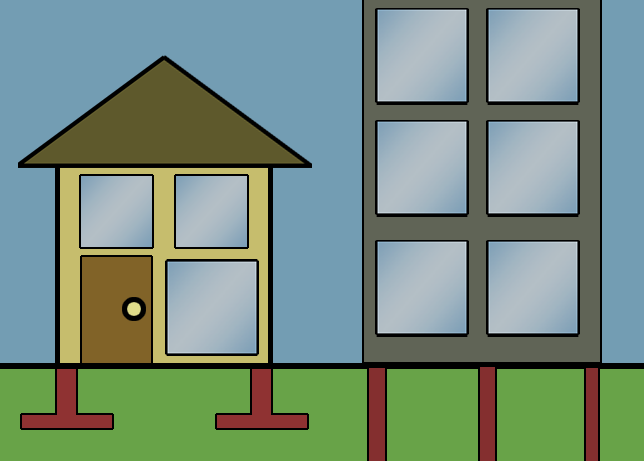
Esquema que muestra dónde se aplican las cimentaciones superficiales (más baratas) y las cimentaciones profundas. Muchas veces en terrenos malos hay que optar siempre por la cimentación profunda, incluso para construcciones de poco peso, como una casa pequeña.

Son aquellas que se apoyan en las capas superficiales o poco profundas del suelo, por tener este suficiente capacidad portante o por tratarse de construcciones de importancia secundaria y relativamente livianas. En este tipo de cimentación, la carga se reparte en un plano de apoyo horizontal.
En estructuras importantes, tales como puentes, las cimentaciones, incluso las superficiales, se apoyan a suficiente profundidad como para garantizar que no se produzcan deterioros. Las cimentaciones superficiales se clasifican en:
- Cimentaciones ciclópeas.
- Zapatas.
  - Zapatas aisladas.
  - Zapatas corridas.
  - Zapatas combinadas.
- Losas de cimentación.

#### Cimentaciones ciclópeas
En terrenos cohesivos donde la zanja pueda hacerse con paramentos verticales y sin desprendimientos de tierra, el cimiento de hormigón ciclópeo  es sencillo y económico. El procedimiento para su construcción consiste en ir rellenando la zanja con piedras de diferentes tamaños al tiempo que se vierte la mezcla de hormigón en proporción 1:3:5, procurando mezclar perfectamente el hormigón con las piedras, de tal forma que se evite la continuidad en sus juntas. El hormigón ciclópeo se realiza añadiendo piedras más o menos grandes a medida que se va hormigonando para economizar material. Utilizando este sistema, se puede emplear piedra más pequeña que en los cimientos de mampostería hormigonada. La técnica del hormigón ciclópeo consiste en lanzar las piedras desde el punto más alto de la zanja sobre el hormigón en masa, que se depositará en el cimiento.
Precauciones:
- Tratar que las piedras no estén en contacto con la pared de la zanja.
- Que las piedras no queden amontonadas.
- Alternar en capas el hormigón y las piedras.
- Cada piedra debe quedar totalmente envuelta por el hormigón.

#### Zapatas aisladas
Las zapatas aisladas son un tipo de cimentación superficial que sirve de base de elementos estructurales puntuales como son los pilares; de modo que esta zapata amplía la superficie de apoyo hasta lograr que el suelo soporte sin problemas la carga que le transmite. El término zapata aislada se debe a que se usa para asentar un único pilar, de ahí el nombre de aislada. Es el tipo de zapata más simple, aunque cuando el momento flector en la base del pilar es excesivo no son adecuadas y en su lugar deben emplearse zapatas combinadas o zapatas corridas en las que se asienten más de un pilar. La zapata aislada no necesita estar junta pues al estar empotrada en el terreno no se ve afectada por los cambios térmicos, aunque en las estructuras sí que es normal además de aconsejable poner una junta cada 30 m aproximadamente, en estos casos la zapata se calcula como si sobre ella solo recayese un único pilar. Una variante de la zapata aislada aparece en edificios con junta de dilatación y en este caso se denomina "zapata bajo pilar en junta de diapasón".
En el cálculo de las presiones ejercidas por la zapata debe tenerse en cuenta además del peso del edificio y las sobrecargas, el peso de la propia zapata y de las tierras que descansan sobre sus vuelos, estas dos últimas cargas tienen un efecto desfavorable respecto al hundimiento. Por otra parte en el cálculo de vuelco, donde el peso propio de la zapata y las tierras sobre ellas tienen un efecto favorable. El cálculo de la presión de hundimiento, para excentricidades pequeñas ({\displaystyle e=M_{\max }/N_{x}}, donde {\displaystyle N_{x}} es la carga vertical sobre el terreno y {\displaystyle M_{\max }} es el momento flector máximo) pueden usarse las siguientes fórmulas:

{\displaystyle p={\begin{cases}{\cfrac {N_{x}+P}{A}}\left(1+6{\cfrac {e}{a}}\right)&e/a\leq 1/6\\{\cfrac {N_{x}+P}{A}}{\cfrac {4}{3(1-2e/a)}}&1/6<e/a<1/2\end{cases}}}

donde A es el área de la zapatada aislada y P su peso. Para construir una zapata aislada deben independizarse los cimientos y las estructuras de los edificios ubicados en terrenos de naturaleza heterogénea, o con discontinuidades, para que las diferentes partes del edificio tengan cimentaciones estables. Conviene que las instalaciones del edificio estén sobre el plano de los cimientos, sin cortar zapatas ni riostras. Para todo tipo de zapata, el plano de apoyo de la misma debe quedar empotrado 1 dm en el estrato del terreno.
La profundidad del plano de apoyo se fija basándose en el informe geotécnico, sin alterar el comportamiento del terreno bajo el cimiento, a causa de las variaciones del nivel freático o por posibles riesgos debidos a las heladas. Es conveniente llegar a una profundidad mínima por debajo de la cota superficial de 50 u 80 cm en aquellas zonas afectadas por estas variables. En el caso en que el edificio tenga una junta estructural con soporte duplicado (dos pilares), se efectúa una sola zapata para los dos soportes. Conviene utilizar hormigón de consistencia plástica, con áridos de tamaño alrededor de 40 mm. En la ejecución, y antes de echar el hormigón, disponer en el fondo una capa de hormigón pobre de aproximadamente 10 cm de espesor (hormigón de limpieza), antes de colocar las armaduras. las zapatas tienen hormigón.

#### Zapatas corridas
Las zapatas corridas se emplean para cimentar muros portantes, o hileras de pilares. Estructuralmente funcionan como viga flotante que recibe cargas lineales o puntuales separadas.
Son cimentaciones de gran longitud en comparación con su sección transversal. Las zapatas corridas están indicadas como cimentación de un elemento estructural longitudinalmente continuo, como un muro, en el que pretendemos los asientos en el terreno. También este tipo de cimentación hace de arriostramiento, puede reducir la presión sobre el terreno y puede puentear defectos y heterogeneidades en el terreno. Otro caso en el que resultan útiles es cuando se requerirían muchas zapatas aisladas próximas, resultando más sencillo realizar una zapata corrida.
Las zapatas corridas se aplican normalmente a muros. Pueden tener sección rectangular, escalonada o estrechada cónicamente. Sus dimensiones están en relación con la carga que han de soportar, la resistencia a la compresión del material y la presión admisible sobre el terreno. Por practicidad se adopta una altura mínima para los cimientos de hormigón de 3 dm aproximadamente. Si las alturas son mayores se les da una forma escalonada teniendo en cuenta el ángulo de reparto de las presiones.
En el caso de que la tierra tendiese a desmoronarse o el cimiento deba escalonarse, se utilizarán encofrados. Si los cimientos se realizan en hormigón apisonado, pueden hormigonarse sin necesidad de los mismos.
Si los trabajos de cimentación debieran interrumpirse, se recomienda cortar en escalones la junta vertical para lograr una correcta unión con el tramo siguiente. Asimismo colocar unos hierros de armadura reforzará esta unión.
Las Zapatas Corridas son, según el Código Técnico de la Edificación (CTE), aquellas zapatas que recogen más de tres pilares. Las considera así distintas a las zapatas combinadas, que son aquellas que recogen dos pilares. Esta distinción es objeto de debate puesto que una zapata combinada puede soportar perfectamente cuatro pilares.

#### Zapatas combinadas
Una zapata combinada es un elemento que sirve de cimentación para dos o más pilares. En principio las zapatas aisladas sacan provecho de que diferentes pilares tienen diferentes momentos flectores. Si estos se combinan en un único elemento de cimentación, el resultado puede ser un elemento más estabilizado y sometido a un menor momento resultante.

#### Losas de cimentación
Una losa de cimentación es una placa flotante apoyada directamente sobre el terreno. Como losa está sometida principalmente a esfuerzos de flexión. El espesor de la losa será proporcional a los momentos flectores actuantes sobre la misma. La relación entre el espesor de la losa, los momentos flectores de la placa, las cargas exteriores y las propiedades elásticas del hormigón de la losa viene dada por la siguiente expresión:

{\displaystyle \left[{\cfrac {\partial ^{2}}{\partial x^{2}}}+{\cfrac {\partial ^{2}}{\partial y^{2}}}\right](m_{x}+m_{y})=-12(1+\nu ){\frac {q(x,y)+k_{b}w(x,y)}{Eh^{3}}}}

Donde:
{\displaystyle m_{x},m_{y}\,} momentos flectores en las direcciones x e y.
{\displaystyle E,\nu \,} constantes elásticas del hormigón.
{\displaystyle q(x,y)\,} carga superficial efectiva en cada punto en la cara superior de la losa.
{\displaystyle k_{b}\,} el coeficiente de balasto del terreno bajo la losa.
{\displaystyle w(x,y)\,} el descenso vertical en cada punto de la losa.

#### Pilas de cimentación
Las pilas de cimentación o también conocidos como pilotes son elementos estructurales correspondientes a la cimentación, estos constan de tres partes fundamentales, el cabezal que es el que abre paso para que se apoye la losa de la construcción, la otra parte es el cilindro o pilote y este va enterrado en el suelo, la longitud de estos es dependiente de cada proyecto pero deben de tocar suelo rocoso para que no sufran desplazamientos en sus diferentes ejes. Estos elementos estructurales también deben de contar con contra trabes o dalas de cimentación, estas son las que conectan todo el armado de los cabezales y proporcionan rigidez al sistema estructural, son vitales ya que ayudan a mitigar el movimiento que pueda ser ocasionado dentro de las cimentaciones por el cambio del suelo. Este sistema de cimentación está constituido principalmente por dos materiales, concreto y acero.

### Cimentaciones semiprofundas

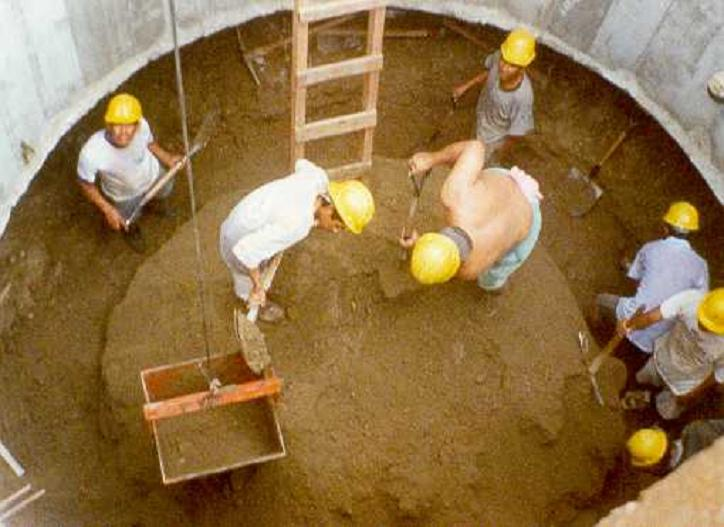
Excavando uno de los pozos de cimentación para un puente. El tubo de hormigón (concreto) se va hundiendo a medida que se excava. En este caso se llegó a 24 m de profundidad.

- Pozos de cimentación o caissons: Son en realidad soluciones intermedias entre las superficiales y las profundas, por lo que en ocasiones se catalogan como semiprofundas. Algunas veces estos deben hacerse bajo agua, cuando no puede desviarse el río, en ese caso se trabaja en cámaras presurizadas.
- Arcos de ladrillo sobre machones de hormigón o mampostería .
- Muros de contención bajo rasante: no es necesario anclar el muro al terreno.
- Micropilotes, son una variante basada en la misma idea del pilotaje, que frecuentemente constituyen una cimentación semiprofunda.
- Columnas/Pilas de Agregado Compactado: mejoran las propiedades esfuerzo-deformación del terreno, mediante la densificación de la matriz del suelo.

### Cimentaciones profundas
Se basan en el esfuerzo cortante entre el terreno y la cimentación para soportar las cargas aplicadas, o más exactamente en la fricción vertical entre la cimentación y el terreno. Deben ubicarse más profundamente, para poder distribuir sobre una gran área, un esfuerzo suficientemente grande para soportar la carga. Algunos métodos utilizados en cimentaciones profundas son:
- Pilotes: son elementos de cimentación esbeltos que se hincan (pilotes 'de desplazamiento' prefabricados) o construyen en una cavidad previamente abierta en el terreno (pilotes 'de extracción' ejecutados in situ). Antiguamente eran de madera, hasta que en los años 1940 comenzó a emplearse el hormigón.
- Pantallas: es necesario anclar el muro al terreno. El CTE los clasifica como elementos de contención.
  - pantallas isostáticas: con una línea de anclajes
  - pantallas hiperestáticas: dos o más líneas de anclajes.

## Cimentaciones de máquinas
A diferencia de las cimentaciones de edificación, que generalmente están sometidas a cargas estáticas o cuasiestáticas, las cimentaciones de maquinaria están sometidas frecuentemente a cargas cíclicas. La existencia de cargas cíclicas obligan a considerar el estado límite de servicio de vibraciones y el estado límite último de fatiga.
Algunos tipos de cimentación usados para maquinaria son:
- Tipo bloque
- Tipo celdas
- De muros
- Porticadas
- Con pilotes
- Sobre apoyos elásticos

## Problemas en las cimentaciones
El cimiento es un elemento constructivo que después de su ejecución queda enterrado y, por lo tanto, fuera de una posible observación visual. Las lesiones en edificios donde la causa es el cimiento aparecen en otros subsistemas constructivos como ahora la estructura y los cierres, y es basándose en la apariencia y la situación de estas lesiones, que se puede interpretar que la causa es una cimentación inadecuada. Las causas que mayoritariamente pueden provocar las lesiones se pueden clasificar según qué sea el agente desencadenante: el suelo o el cimiento.
El suelo, en general, es un material heterogéneo al cual difícilmente le son aplicables, directamente, las teorías de la resistencia de materiales (elasticidad). El comportamiento de los edificios depende del tipo de suelo donde se apoyan. Los terrenos granulares tienen unos asentamientos más pequeños y más cortos en el tiempo que los terrenos cohesivos.
La mayor parte de los cimientos están construidos con hormigón en masa u hormigón armado. En estos edificios, las lesiones originadas por defectos o carencias en la cimentación son debidas, mayoritariamente, a errores en el proyecto o en la ejecución de los cimientos. La inexistencia de un estudio geotécnico fiable o el exceso de confianza en el conocimiento de experiencias próximas puede comportar riesgos importantes.

## Galería de imágenes de tipos de fundaciones superficiales

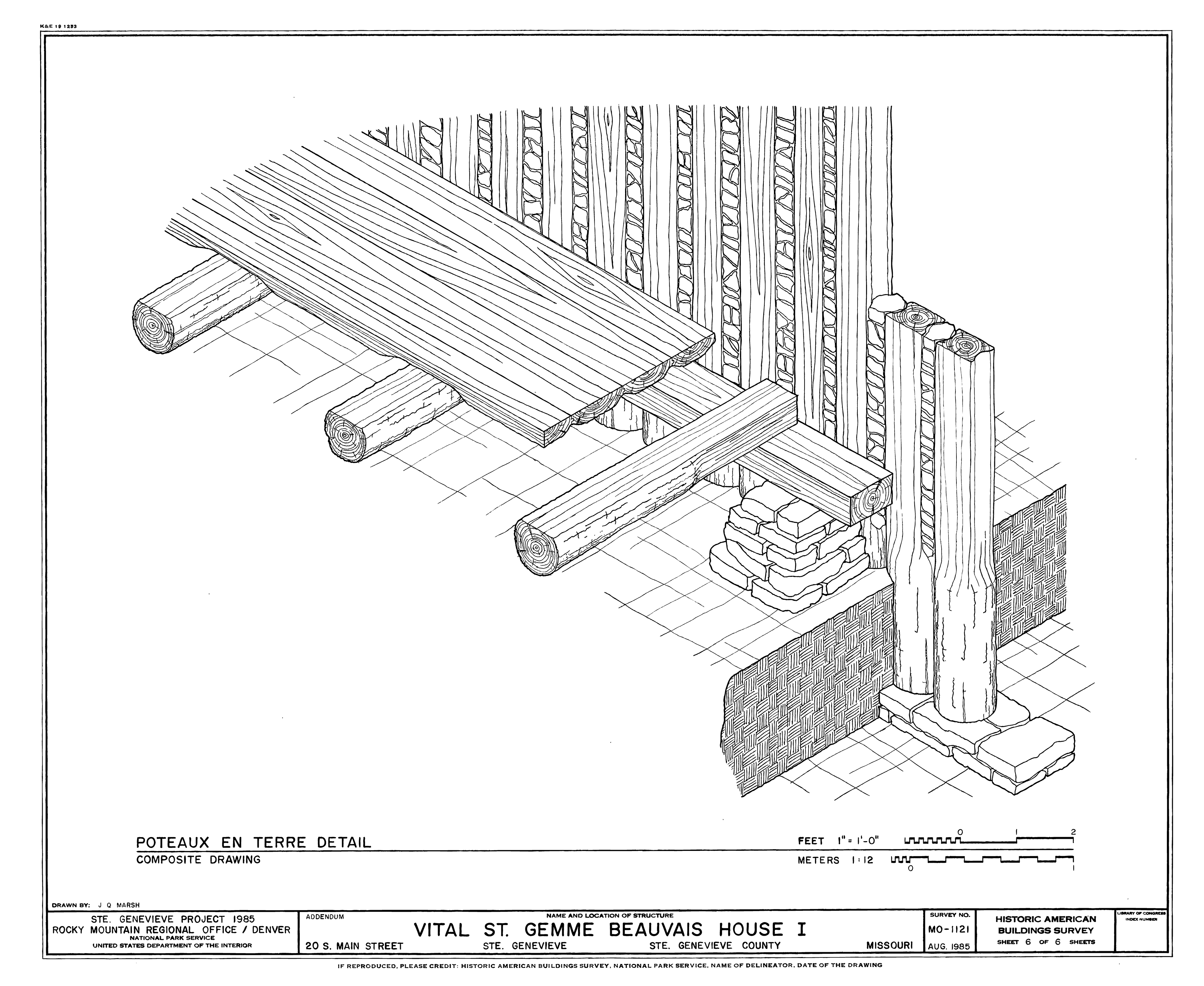
Dibujo de una cimentación de pilotes
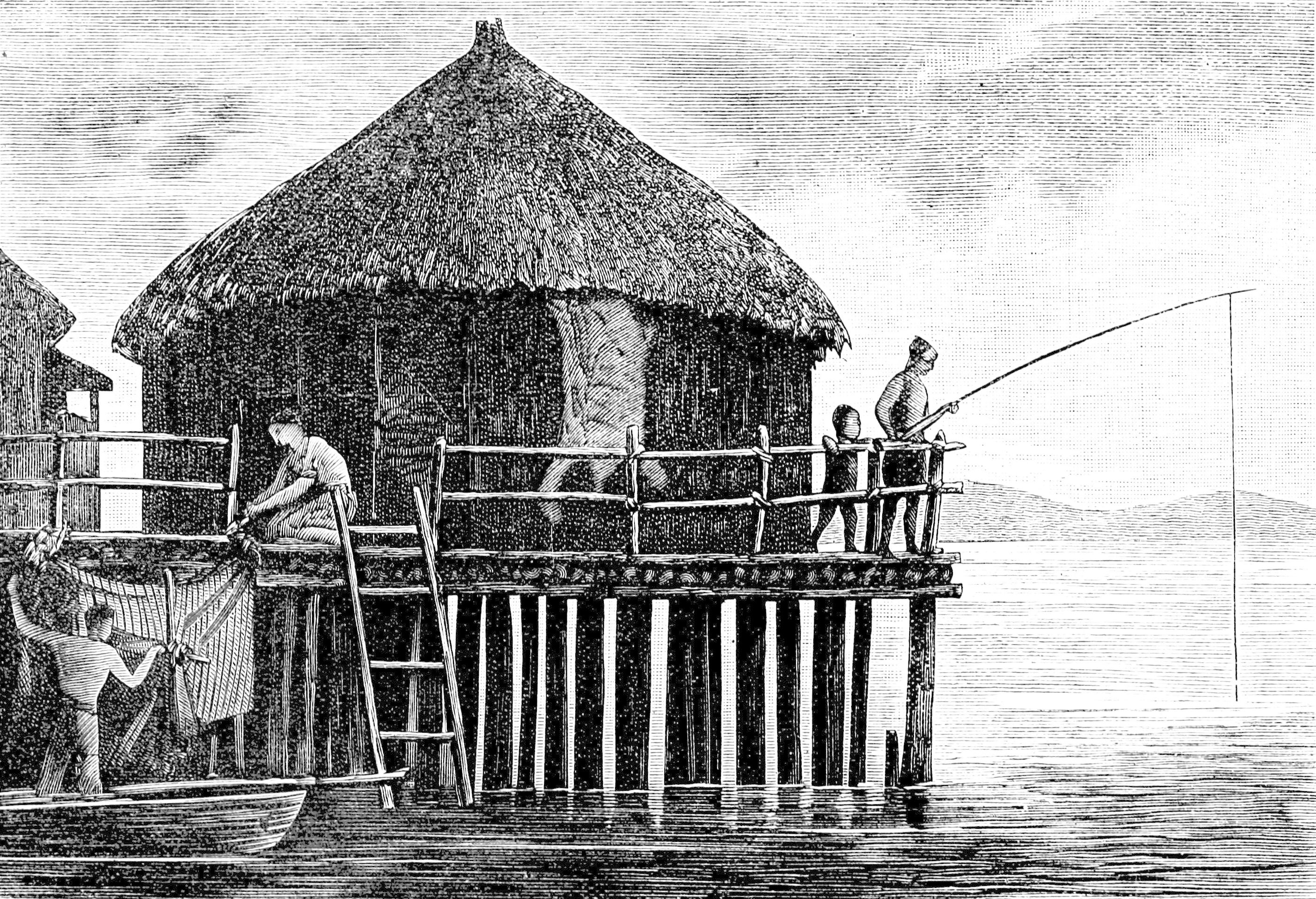
Una construcción primitiva con pilotes de madera en Suiza.
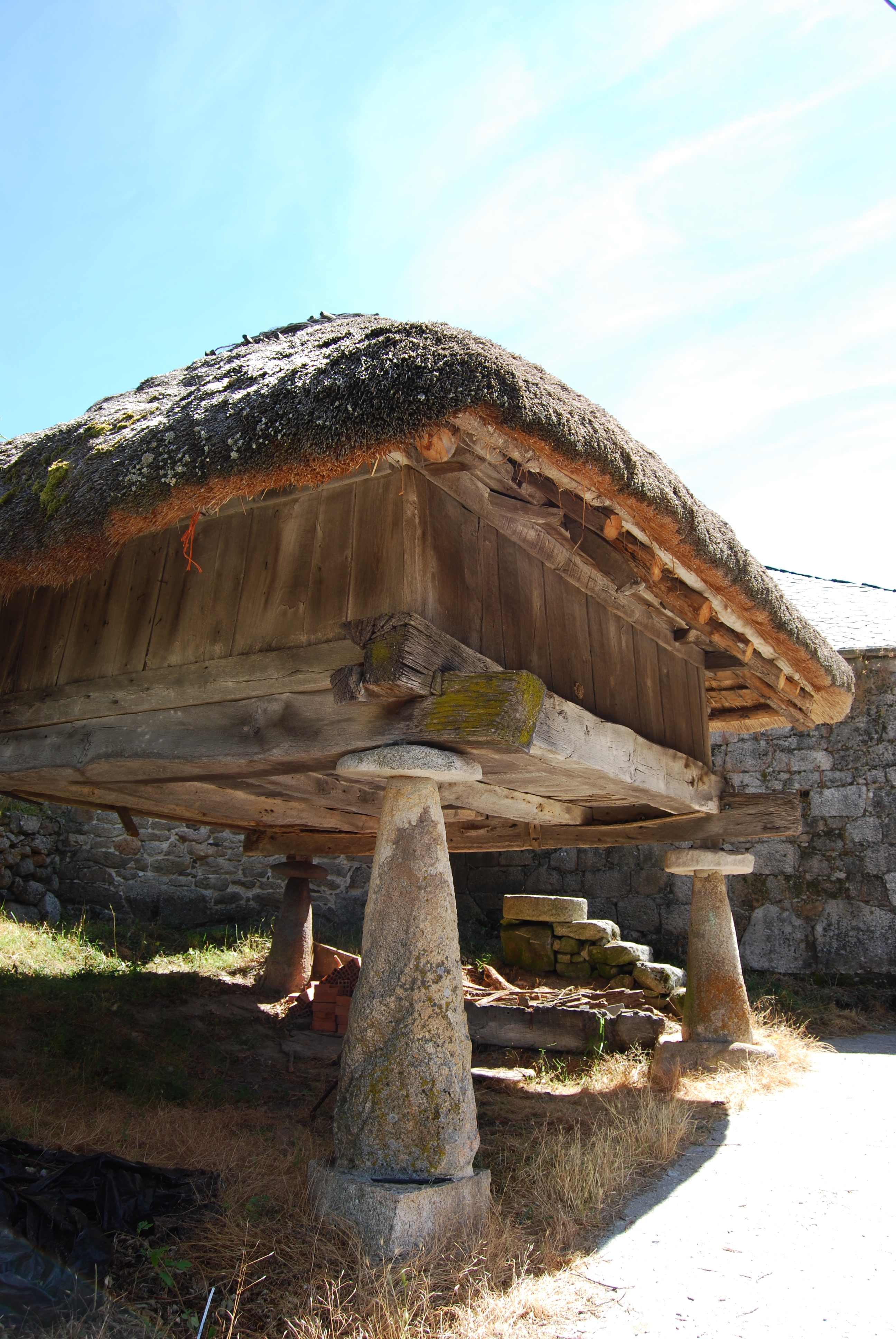
Un hórreo
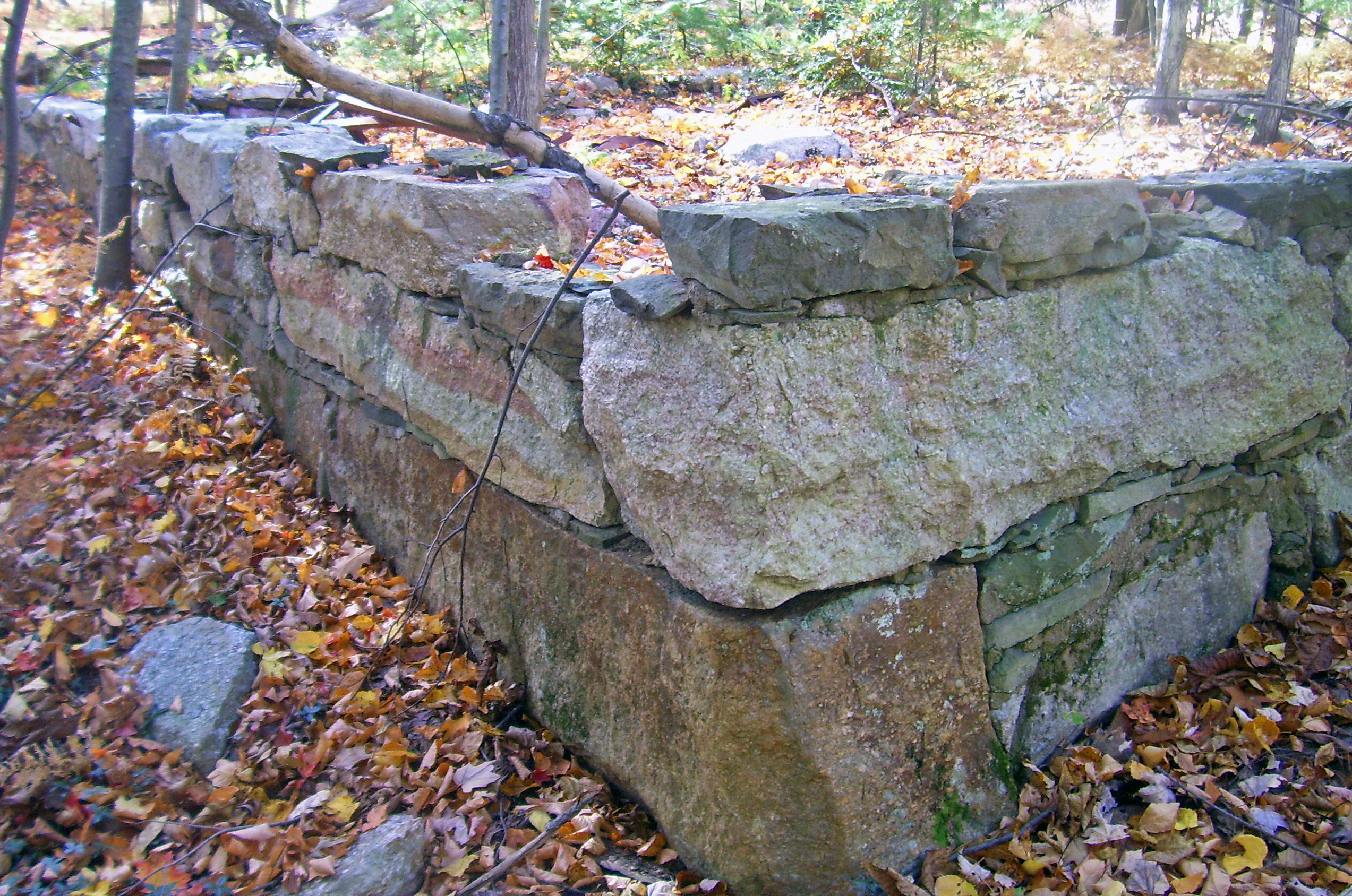
Ruinas mostrando la fundación en una vivienda (Davis House) Gardiner, Nueva york
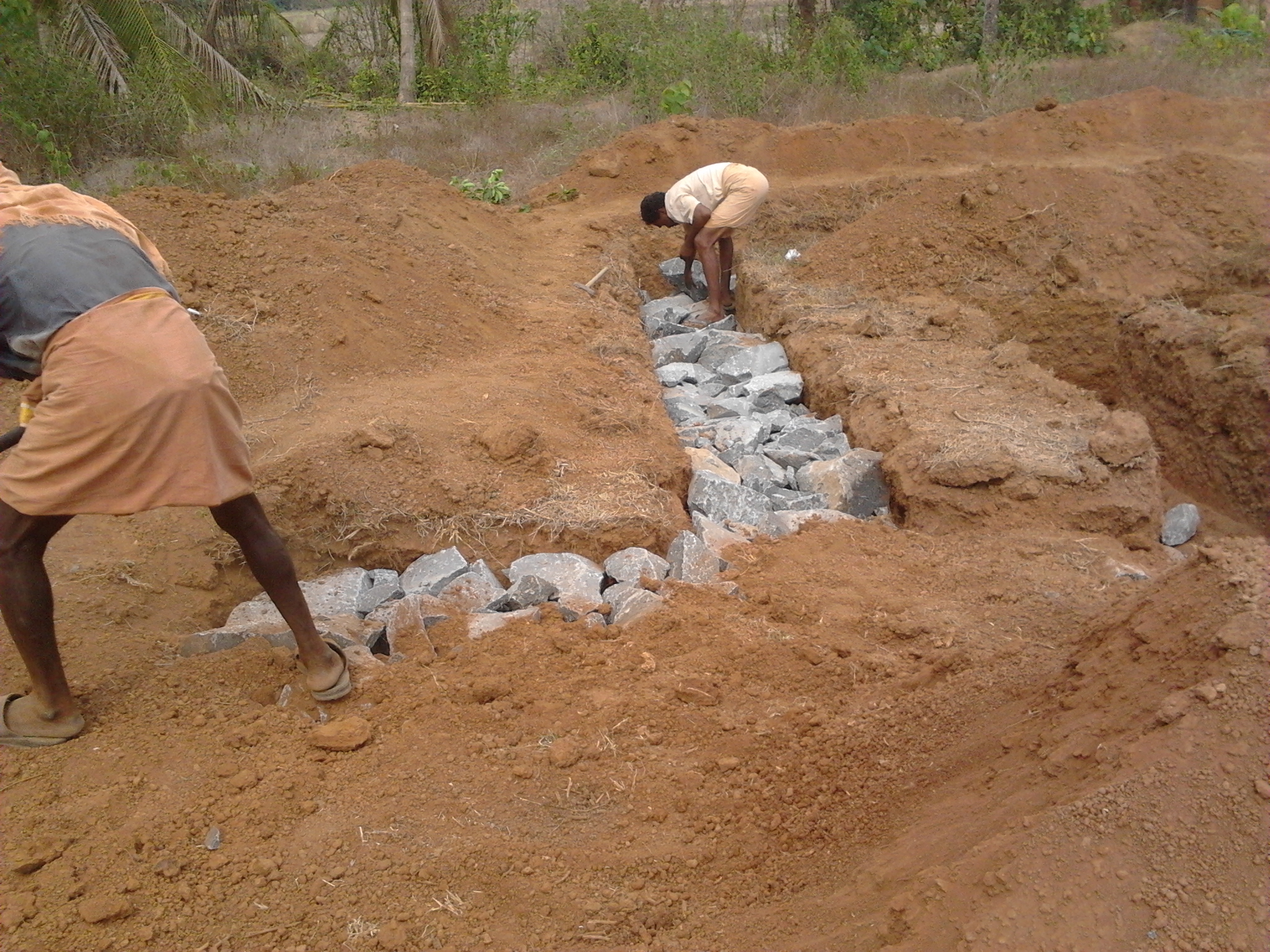
Clásica cimentación corrida
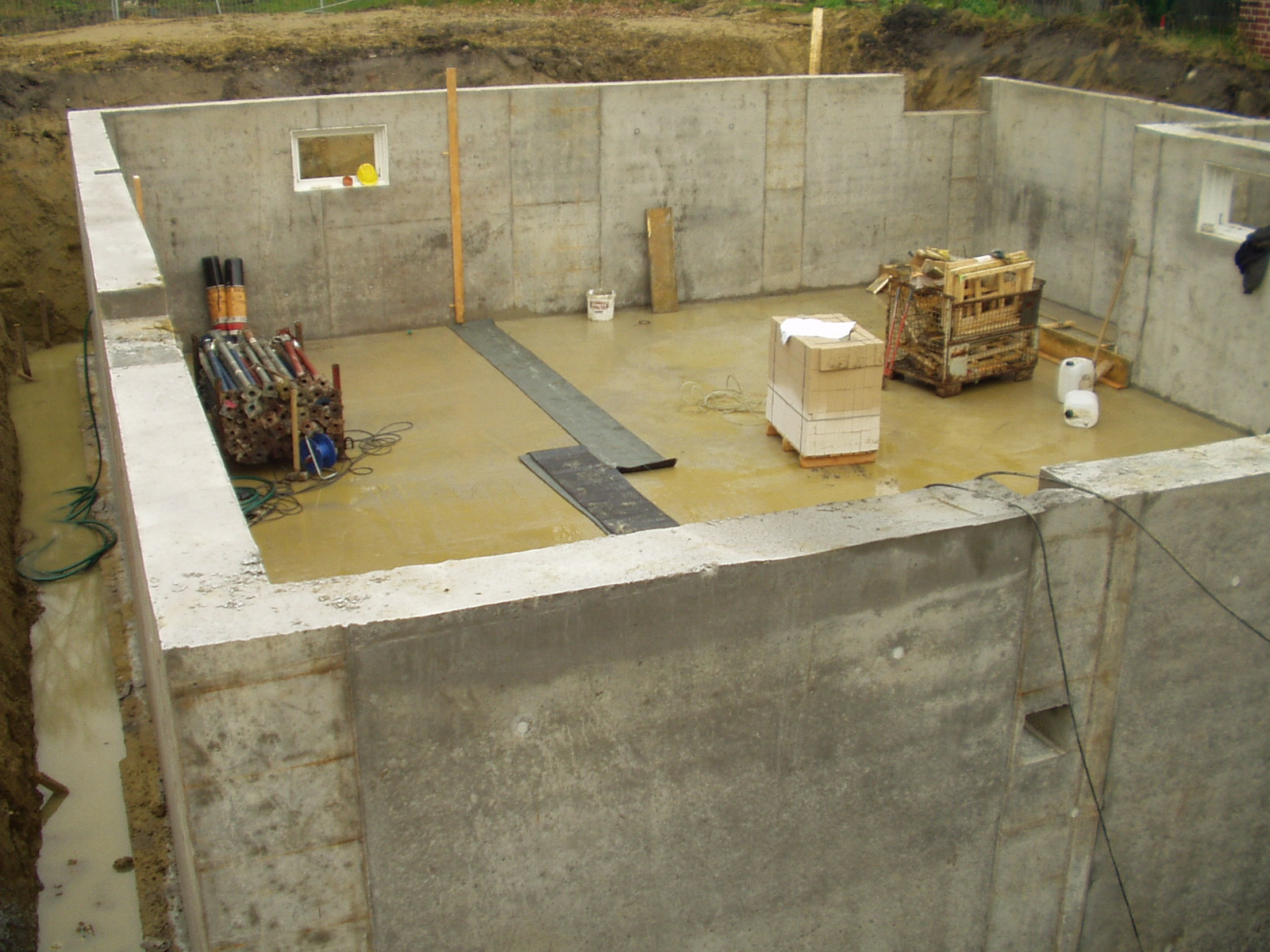
Cimentación de una casa en Francia (sótano).